# Lapuebla de Labarca
Lapuebla de Labarca es un municipio español de la provincia de Álava, en la comunidad autónoma del País Vasco.
Está situado en el límite meridional de la provincia, a orillas del río Ebro y dentro de la comarca vitivinícola de la Rioja Alavesa.

## Toponimia
Lapuebla de Labarca debe su nombre a que en este punto del río Ebro existía antiguamente una barca que servía para vadear el río. La utilización de dicha barca desapareció con la construcción de un puente colgante para cruzar el río. El puente actual, de cemento, data de 1939.[cita requerida]
Durante el siglo XIX la denominación del municipio alternó entre las formas La Puebla de la Barca y Lapuebla de Labarca. Aunque de acuerdo a las reglas gramaticales de las lengua española los determinantes artículos determinados singulares como el y la se escriben con separación del sustantivo al que acompañan, en el caso de la denominación de este municipio se fue consolidando en el uso social y oficial la escritura unida de los dos sustantivos y artículos que conforman el nombre del municipio. De este modo, la denominación oficial del municipio desde principios del siglo XX quedó fijada como Lapuebla de Labarca.
Sin embargo, a principios del siglo XXI se extendió la creencia errónea de que el nombre oficial del municipio y de la localidad en la que está fijada su capitalidad era la forma La Puebla de Labarca, así como que también tenía como denominación la constituida por la traducción forzada al vasco de la denominación en español. Finalmente, en 2018 el ayuntamiento del municipio completó las últimas gestiones para la rectificación del error y la oficialización a todos los efectos de Lapuebla de Labarca como única denominación del municipio.

## Geografía
Lapuebla de Labarca es el municipio más meridional de la provincia de Álava.

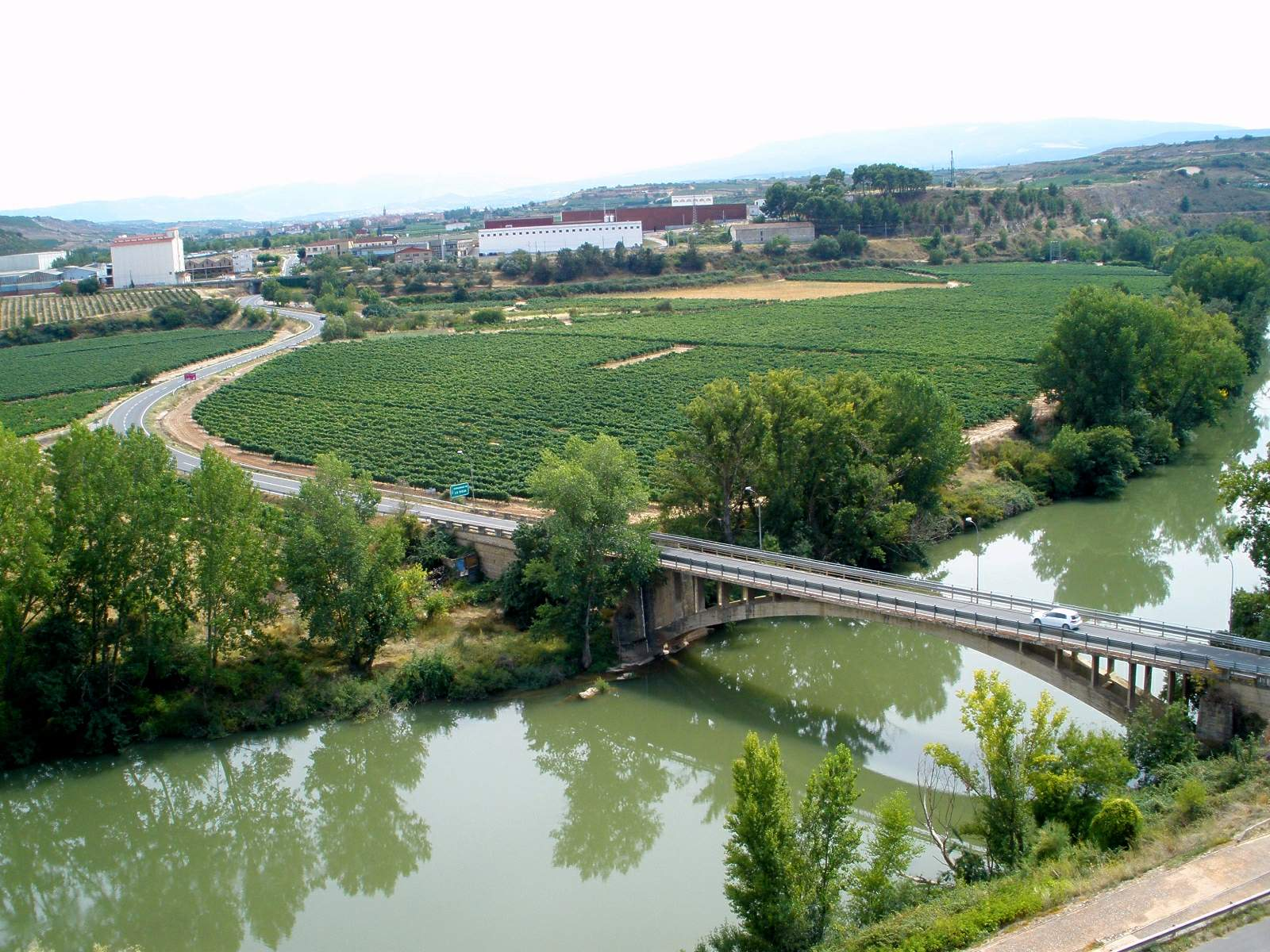
Puente sobre el río Ebro, comunicando Lapuebla de Labarca y el término municipal de Fuenmayor

### Barrios
Lapuebla de Labarca presenta un poblamiento concentrado en un único núcleo de población que ha ido extendiéndose en los últimos años hacia la zona de La Póveda.

### Localidades limítrofes
Por norte, este y oeste, el municipio está rodeado por tierras de Laguardia. Al sur el río Ebro hace de límite con la comunidad autónoma de La Rioja, y más concretamente con la localidad de Fuenmayor.
Las localidades más cercanas son Fuenmayor a 3,5 km, Elciego y el barrio de El Campillar perteneciente a Laguardia a 5,5 km y el barrio de Assa perteneciente a Lanciego a 6,5 km.
La capital comarca, Laguardia, queda a 8 km de distancia. La capital de la provincia, Vitoria, se encuentra a 51 km de distancia. La ciudad de Logroño, capital de la vecina región de La Rioja se encuentra a 15 km de distancia.

## Historia
Se cree que Lapuebla de Labarca es una de las localidades más jóvenes de La Rioja Alavesa, ya que la primera mención escrita sobre esta población no aparece hasta 1369, cuando las localidades del entorno aparecen en escritos de varios siglos antes.
La localidad surge como punto de paso por donde atravesar el río Ebro en el camino que unía las localidades de Fuenmayor y Laguardia. En dicho punto se ubicaba una barca que servía para vadear el río y así unir ambas localidades, lo que dio lugar al asentamiento paulatino de población, hasta crease una pequeña aldea.
Fue originalmente una aldea de Laguardia, hasta que en 1631 se le concedió el título de villa. Como se ha comentado en el apartado de etimología, el origen y desarrollo de la aldea están ligados a las comunicaciones, ya que era uno de los lugares que se utilizaban para cruzar el río Ebro en barca.

## Demografía
Lapuebla de Labarca cuenta con una población de 859 habitantes (INE 2024).
| Gráfica de evolución demográfica de Lapuebla de Labarca entre 1842 y 2021                                                                                                  |
| |
| Población de derecho según los censos de población del INE Población de hecho según los censos de población del INEEn este censo se denominaba La Puebla de la Barca: 1842 |

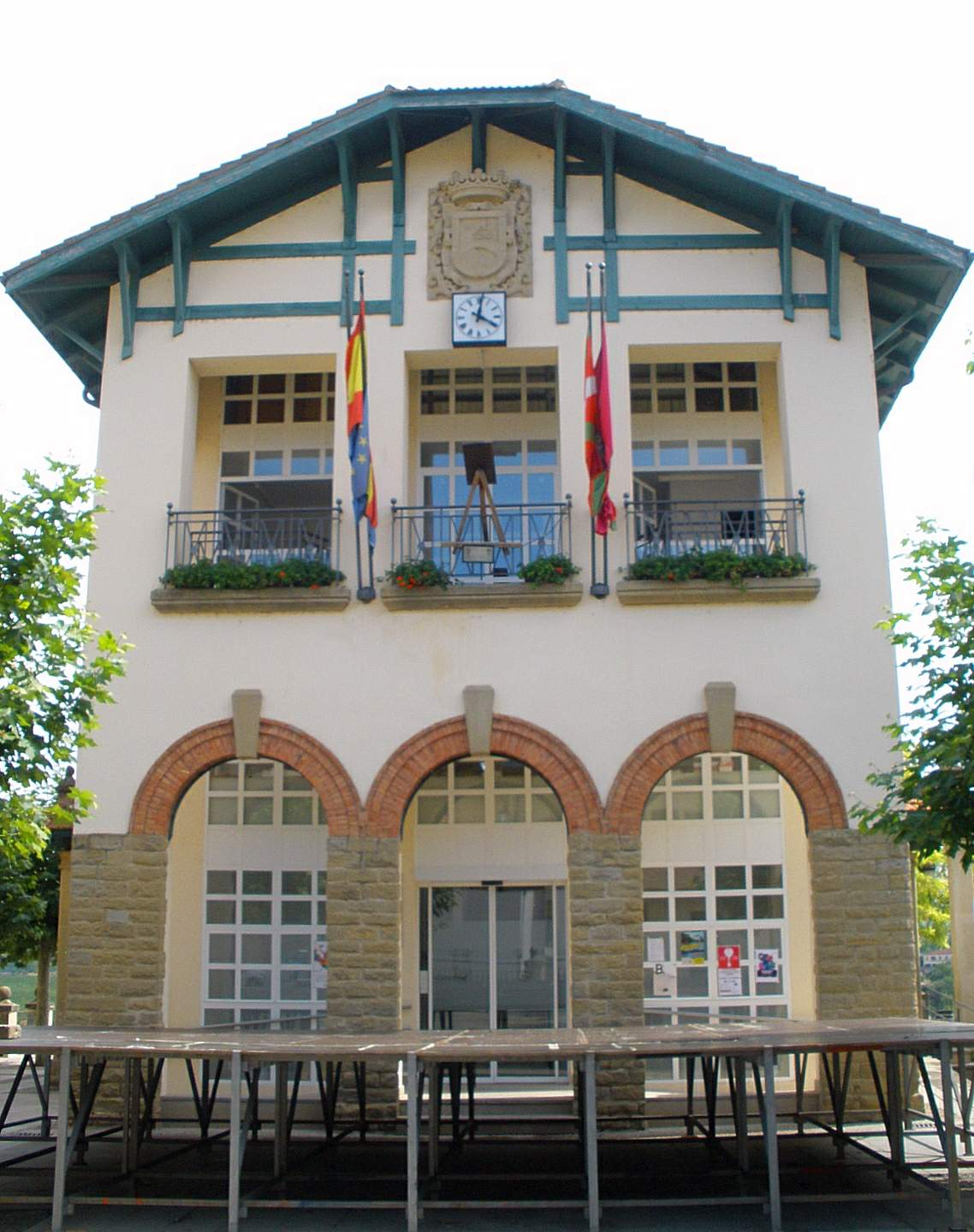
Ayuntamiento de Lapuebla

Su población se ha mantenido bastante constante a lo largo del siglo XX. En 1900 había 810 habitantes en el pueblo y a fecha de 2015 la población es de 860. A lo largo de los últimos años ha habido altibajos en la población, pero nunca se ha llegado a superar los 900 habitantes, ni se ha estado por debajo de los 700.
Es el municipio con mayor densidad de población de La Rioja Alavesa, debido a su pequeño término municipal.
| Gráfica de evolución demográfica de Lapuebla de Labarca entre 1988 y 2008 |
|                                                                           |

## Economía
La economía local se asienta sobre dos pilares fundamentales: el monocultivo de la vid y la industria relacionada principalmente con la elaboración del vino de rioja.
En el término municipal se encuentra un amplio polígono industrial. Destaca la cooperativa vinícola COVILA y las distintas bodegas productoras locales.
Hay bodegas en las que se puede realizar una visita.

## Administración y política
| Periodo   | Nombre                         | Partido | Partido                                                      |
| --------- | ------------------------------ | ------- | ------------------------------------------------------------ |
| 1979-1983 | Antonio Muro Aguirre           |         | Euzko Alderdi Jeltzalea-Partido Nacionalista Vasco (EAJ-PNV) |
| 1983-1987 | Álvaro Medrano Fuertes         |         | Euzko Alderdi Jeltzalea-Partido Nacionalista Vasco (EAJ-PNV) |
| 1987-1995 | Gregorio Garrido González      |         | Euzko Alderdi Jeltzalea-Partido Nacionalista Vasco (EAJ-PNV) |
| 1995-2003 | Jesús Francisco Muro Nájera    |         | Euzko Alderdi Jeltzalea-Partido Nacionalista Vasco (EAJ-PNV) |
| 2003-2007 | Francisco Chavarri Grijalba    |         | Euzko Alderdi Jeltzalea-Partido Nacionalista Vasco (EAJ-PNV) |
| 2007-2015 | Daniel Espada Garrido          |         | Euzko Alderdi Jeltzalea-Partido Nacionalista Vasco (EAJ-PNV) |
| 2015-2019 | Maider Murillo Treviño         |         | Euzko Alderdi Jeltzalea-Partido Nacionalista Vasco (EAJ-PNV) |
| 2019-act. | María Teresa Córdoba Fernández |         | Lapuebla Avanza (LPA)                                        |

| Partido político                                              | 2023  | 2023       | 2019  | 2019       | 2015  | 2015       | 2011  | 2011       | 2007  | 2007       | 2003    | 2003       | 1999    | 1999       | 1995  | 1995       | 1991  | 1991       |
| Partido político                                              | %     | Concejales | %     | Concejales | %     | Concejales | %     | Concejales | %     | Concejales | %       | Concejales | %       | Concejales | %     | Concejales | %     | Concejales |
| Lapuebla Avanza (LPA)                                         | 55,76 | 5          | 43,51 | 4          | 38,94 | 3          | —     | —          | —     | —          | —       | —          | —       | —          | —     | —          | —     | —          |
| Euzko Alderdi Jeltzalea-Partido Nacionalista Vasco (EAJ-PNV)  | 32,55 | 2          | 41,58 | 3          | 37,35 | 3          | 45,77 | 4          | 54,04 | 4          | 56,75   | 5          | 54,93   | 4          | 49,83 | 4          | 61,82 | 5          |
| Euskal Herria Bildu (EH Bildu)-Bildu                          | 10,97 | 0          | 10,35 | 0          | 9,91  | 1          | 17,66 | 1          | —     | —          | —       | —          | —       | —          | —     | —          | —     | —          |
| Partido Popular del País Vasco (PP)                           | —     | —          | —     | —          | 8,32  | 0          | 23,06 | 2          | 23,24 | 2          | 20,58   | 1          | 22,20   | 2          | 20,44 | 1          | 18,81 | 1          |
| Partido Socialista de Euskadi-Euskadiko Ezkerra (PSE-EE PSOE) | —     | —          | 3,51  | 0          | 4,25  | 0          | 10,27 | 0          | 8,26  | 0          | 8,52    | 0          | —       | —          | —     | —          | 5,96  | 0          |
| Eusko Alkartasuna (EA)                                        | —     | —          | —     | —          | —     | —          | —     | —          | 12,39 | 1          | Con PNV | Con PNV    | Con PNV | Con PNV    | 11,66 | 1          | 12,48 | 1          |
| Agrupación Lapuebla (AL)                                      | —     | —          | —     | —          | —     | —          | —     | —          | —     | —          | 13,34   | 1          | —       | —          | —     | —          | —     | —          |
| Unidad Alavesa (UA)                                           | —     | —          | —     | —          | —     | —          | —     | —          | —     | —          | 0,00    | 0          | 20,72   | 1          | 16,55 | 1          | —     | —          |

En las elecciones municipales celebradas en mayo de 2023 resultó vencedora en Lapuebla de Labarca el partido Lapuebla Avanza con 310 votos y 5 concejales, PNV con 181 votos y 2 concejales, EH Bildu con 61 votos y ningún concejal.
Quedando como alcaldesa la candidata del partido Lapuebla Avanza.

## Cultura
La gastronomía es la típica, como en los pueblos de alrededores, el plato más conocido es el bolo, uno de los platos más antiguos de la provincia de Álava. También se puede degustar la sartenada.

### Patrimonio

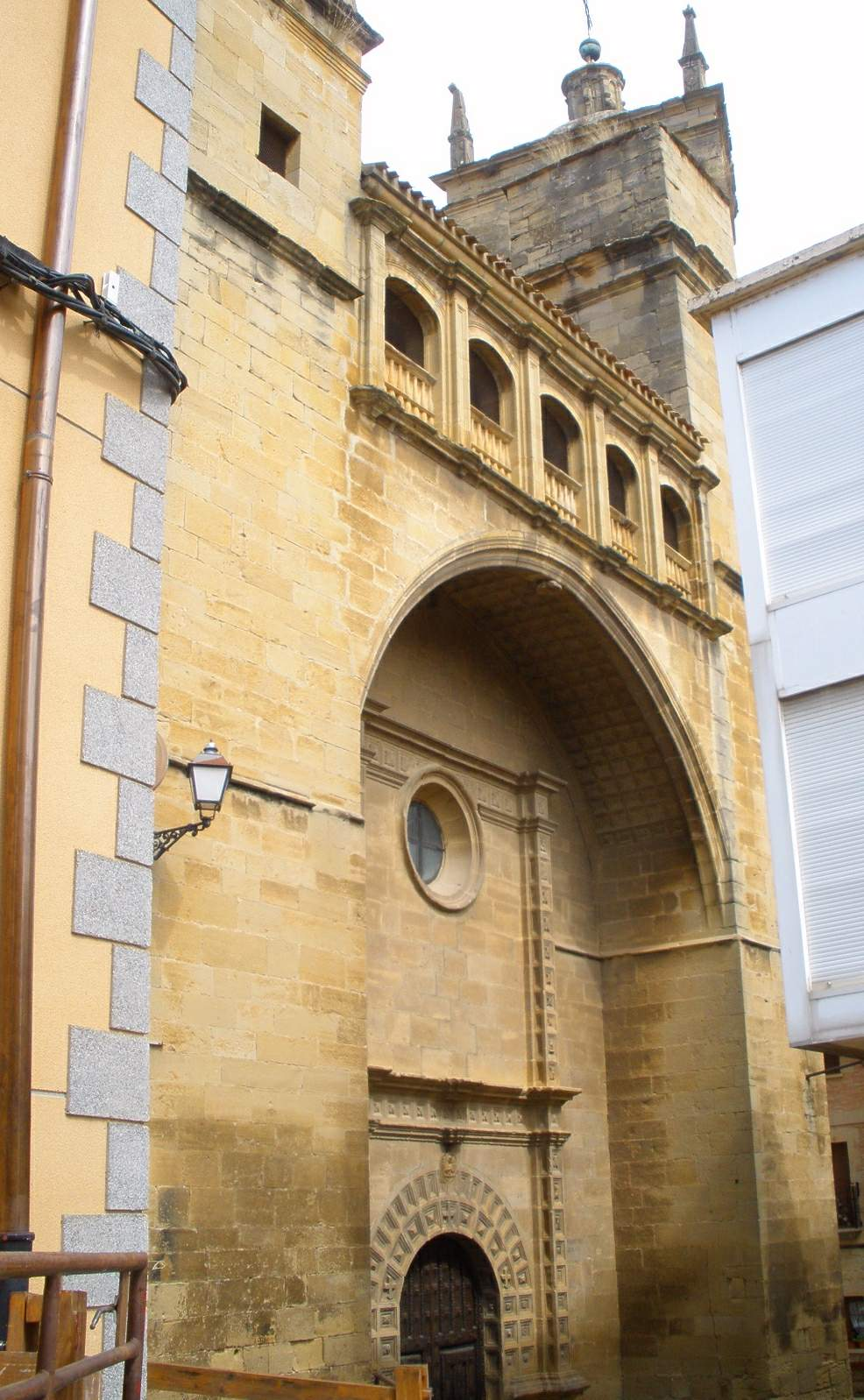
Iglesia parroquia de Nuestra Señora de la Asunción

La iglesia parroquial de Nuestra Señora de la Asunción es una construcción renacentista del siglo XVI. 
La localidad tiene un palacio de estilo barroco.

### Deporte
- Pelota a Mano: cuenta con un Club de Pelota que ha conseguido ser uno de los mejores clubes de Álava en este deporte, consiguiendo varios campeonatos de Álava en los últimos años.
- Fútbol sala: estos años se ha vuelto a rehacer este equipo, organizado y patrocinado por el Ayuntamiento, y regalando los jerséis El Mesón Las bodegas, juegan muchos jóvenes de lapuebla mayores de 16 años. Ya desaparecido en el 2011 actualmente no cuenta con equipo de fútbol sala.
- Actividades Extraescolares; Por las tardes la cuadrilla de Rioja Alavesa actividades como Gimnasia, Pintura y otras 3 actividades más organizadas por estos.

### Fiestas
Uztaberri Eguna / Día de bodegas abiertas: se celebra el segundo sábado de febrero de cada año. Ese día se abren las bodegas al público, se hacen visitas guiadas, se hacen catas de vino y otras activades, todas relacionadas con el mundo del vino. 
El 15 de mayo se celebra San Isidro, el patrón de los labradores, son unas fiestas organizadas por la Peña San Bartolomé.
Sus fiestas patronales se celebran el día de San Bartolomé, 24 de agosto. En la víspera la juventud del pueblo baja a Bartolo (muñeco festivo) de la parte alta del pueblo donde se encuentran las bodegas. Desde allí la animada kalejira se dirige hasta el Ayuntamiento para colocar el muñeco, la ikurriña y la cuba en el balcón de la casa consistorial y lanzar el txupinazo de inicio de las fiestas. Durante las fiestas Bartolo será testigo de todo lo que ocurra desde dicho balcón a modo de presidencia de los festejos. El último día y como conclusión de las fiestas se lleva a cabo el llamado ‘entierro de la cuba’ en el que Bartolo realiza el recorrido inverso al del primer día para regresar de nuevo a las bodegas del pueblo al son del Pobre de mí. Se suele repartir zurracapote entre los visitantes. Son famosos sus encierros de reses bravas.
Otra fiesta es la romería a La Poveda, una zona arbolada cercana al río Ebro en la que se reparte la tradicional sartenada.
Acción de Gracias: se celebra después de la vendimia, normalmente a mediados de noviembre. Se saca a San Isidro y San Bartolomé en procesión para dar las gracias por la buena cosecha y después se entrega el Racimo de Oro, un pequeño pin con la forma del racimo a una persona o entidad que haya hecho algo relevante por la comarca o el pueblo.

### Leyendas
Una de las leyendas de Lapuebla de Labarca trata sobre la Virgen de Assa, que aun siendo de Assa siempre aparecía en Lapuebla, pero tras ver que la Virgen desaparecía, los habitantes de Assa se la volvían a llevar. Aun así, la Virgen misteriosamente volvía a Lapuebla una y otra vez. Finalmente, tras ver que la Virgen regresaba a la localidad de Lapuebla de Labarca los vecinos de Assa decidieron dejarla en la iglesia de Lapuebla, puesto que era donde quería estar.